# Bōken Desho Desho?
«Bōken Desho Desho?» (冒険でしょでしょ？ Bōken Desho Desho??, lit. "Es una aventura, ¿Verdad? ¿Verdad?") es el segundo sencillo de Aya Hirano. Se publicó el 26 de abril de 2006. Es también el tema de apertura del anime La melancolía de Haruhi Suzumiya. Estuvo situado entre los 10 CD más vendidos en amazon.co.jp en el momento de su lanzamiento.

## Posicionamiento
- Puesto máximo en el ranking semanal Oricon: #10
- Semanas en lista: 28
- Ventas: 63,371
- Puesto en el ranking al final de 2006: #141

## Lista de canciones
1. "Bōken Desho Desho?" (冒険でしょでしょ？ Es una aventura, ¿Verdad? ¿Verdad??) – 4:18

Letra - Aki Hata / Composición - Akiko Tomita / Arreglos - Junpei Fujita (Elements Garden)
1. "Kaze Yomi Ribbon" (風読みリボン lit.El listón para leer el viento'?) – 3:47

Letra - Aki Hata / Composición - Morihiro Suzuki / Arreglos - Takahiro Ando
1. "Bōken Desho Desho?" (off vocal) (冒険でしょでしょ？ (off vocal)?) – 4:18
2. "Kaze Yomi Ribbon" (off vocal) (風読みリボン (off vocal)?) – 3:47

## Recopilaciones
| Canción            | Incluida en                                      | Tipo                              | Fecha                   | Notas                                   |
| ------------------ | ------------------------------------------------ | --------------------------------- | ----------------------- | --------------------------------------- |
| Bōken Desho Desho? | Riot Girl                                        | Álbum de estudio                  | 16 de julio de 2008     | Primer álbum de Aya Hirano              |
| Bōken Desho Desho? | 1st LIVE 2008 RIOT TOUR LIVE DVD                 | Grabación de un concierto en vivo | 25 de febrero de 2009   |                                         |
| Bōken Desho Desho? | Suzumiya Haruhi no Yūutsu -Super Remix- Full-Mix | Álbum de remixes                  | 26 de agosto de 2009    | Image Song de Suzumiya Haruhi no Yūutsu |
| Bōken Desho Desho? | AYA HIRANO Music Clip Collection vol.1           | Colección de videoclips musicales | 9 de septiembre de 2009 |                                         |
| Bōken Desho Desho? | Aya Museum                                       | Grandes éxitos                    | 25 de mayo de 2011      | Primer álbum recopilatorio              |

## Otras inclusiones
2007
- Tema de apertura del videojuego de PSP "Suzumiya Haruhi no Yakusoku".

2010
- Tema de apertura de la película "Suzumiya Haruhi no Shōshitsu".

2011
- Tema de apertura del videojuego de PSP y PS3 "Suzumiya Haruhi no Tsuisō".